# Brasserie Champigneulles

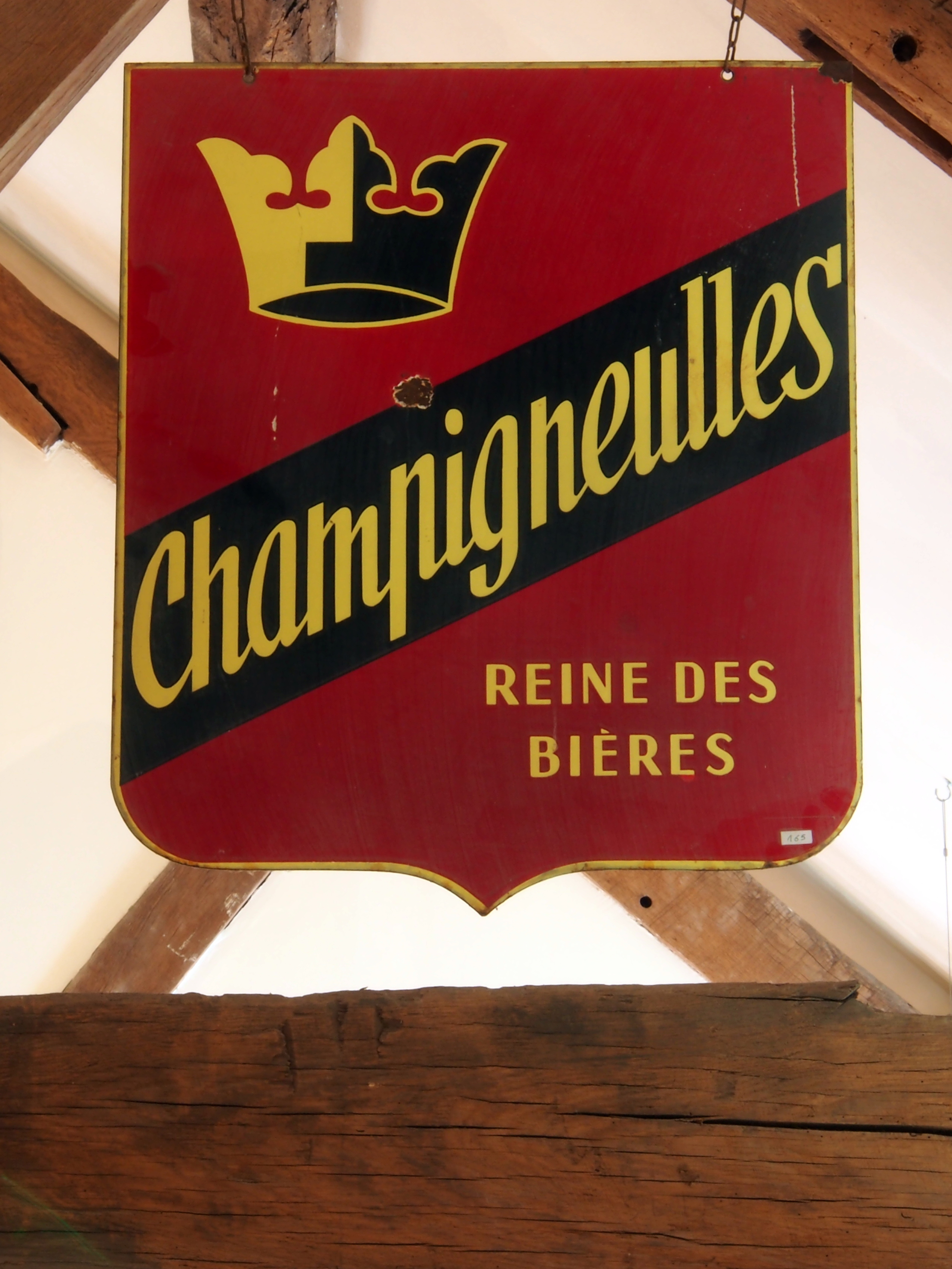

Die Brasserie Champigneulles in Champigneulles in der Region Grand Est ist – nach Kronenbourg – die zweitgrößte Brauerei in Frankreich. Sie ist in der Lage, bis zu vier Millionen Hektoliter Bier pro Jahr zu brauen.

## Geschichte

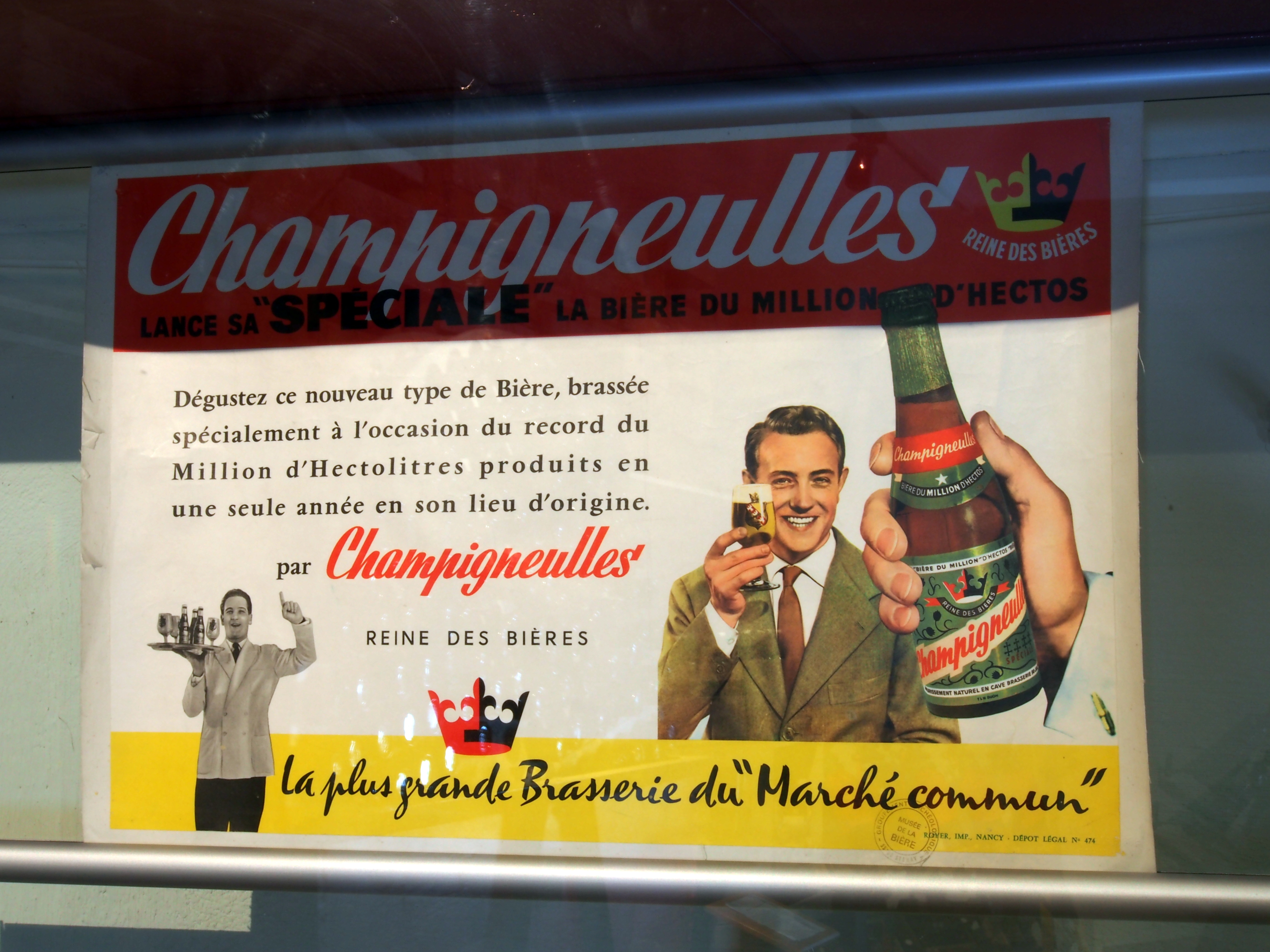
Altes Werbeposter der Brauerei

Die Brauerei wurde 1897 vom Kärntner Slowenen Anton Trampitsch und seinem Financier Victor Hinzelin als Grande brasserie de la Moselle de Champigneulles-Nancy gegründet. Die höchste Bekanntheit hatte die Brauerei Champigneulles zwischen 1949 und 1965 als Sponsor der Tour de France. Nach mehreren Eigentümerwechseln (u. a. Danone und Scottish & Newcastle) gehört die Brauerei seit 2006 zur TCB Beteiligungsgesellschaft.